# LGBT práva v Botswaně

Duhová mapa Botswany

Lesby, gayové, bisexuálové a translidé (LGBT) se v Botswaně setkávají s právními komplikacemi, které jsou pro většinové obyvatele neznámé. Mužský i ženský homosexuální pohlavní styk je v Botswaně legální od července 2019.
V posledních letech se místní LGBT komunita začala stávat více viditelnou a v botswanské populaci si získala určitou míru akceptace. Místní soudy vydaly dva průlomové rozsudky ve prospěch LGBT práv: jeden nařídil vládě registrovat místní LGBT organizaci a další přiznal translidem ústavní právo na změnu pohlaví. 
Dnem 11. července 2019 přijala Botswanská demokratická strana rozhodnutí nejvyššího soudu, ve kterém soud legalizuje stejnopohlavní styk (mužský i ženský) a zakazuje diskriminaci ve všech oblastech.

## Stejnopohlavní soužití
Svazky párů stejného pohlaví nejsou právně uznávané.

## Ochrana před diskriminací
Zákoník práce (Employment Act 2010) zakazuje od r. 2010 homofobní diskriminaci na pracovišti.

## Změna pohlaví
V září 2017 rozhodl Nejvyšší soud Botswany, že odmítnutí místní matriky změnit transmuži jeho úřední pohlaví bylo neopodstatněné, a že porušovalo jeho ústavní právo na důstojnost, soukromí, svobodu vyjádření, rovnost danou zákonem, ochranu před diskriminací a před nelidským a ponižujícím zacházením. Botswanští LGBT aktivisté toto rozhodnutí vítaly jako průlomové rozhodnutí. Podobný případ týkající se transženy požadující změnu úřední pohlaví z mužského na ženské bude řešen v prosinci 2017.

## Souhrnný přehled
| Legální stejnopohlavní styk                                                             | (2019) |
| Stejný věk legální způsobilosti k pohlavnímu styku pro obě orientace                    | (2019) |
| Anti-diskriminační zákony v zaměstnání                                                  | (2010) |
| Anti-diskriminační zákony v přístupu ke zboží a službám                                 | (2019) |
| Anti-diskriminační zákony v ostatních oblastech (homofobní urážky, zločiny z nenávisti) | (2019) |
| Stejnopohlavní manželství                                                               | No     |
| Jiná forma stejnopohlavního soužití                                                     | No     |
| Adopce dítěte partnera                                                                  | No     |
| Společná adopce dětí stejnopohlavními páry                                              | No     |
| LGBT osoby smějí otevřeně sloužit v armádě                                              |        |
| Možnost změny pohlaví                                                                   | (2017) |
| Přístup k umělému oplodnění pro lesbické ženy                                           | No     |
| Náhradní mateřství pro gay páry                                                         | No     |
| MSM smějí darovat krev                                                                  | No     |